# 本杰明·布鲁姆
本杰明·塞缪尔·布鲁姆（英語：Benjamin Samuel Bloom，1913年2月21日—1999年9月13日）是美国教育心理学家，突出贡献是教育目标分类学和掌握学习理论。
1913年2月21日生于美國宾夕法尼亚州。1935年获得宾夕法尼亚州立大学理学硕士学位。他的教育目标分类学（布鲁姆分类学），包涵认知、情感和技能领域的知识。1960年代他在芝加哥大学工作期间，写了两本重要著作《人类特性的稳定性与改变》和《教育目标分类'》。
在萨尔瓦多有一所以布鲁姆命名的儿童医院。

## 教育目标分类学

### 认知领域
1956年出版的教育目標分類中，布魯姆和大卫·克拉斯沃尔合作撰写的《教育目标分类学》將認知目標分成六個階層，知識是最低的階層，評價是最高的階層。
- 知识
- 理解
- 应用
- 分析
- 综合
- 评价

2001年修訂版將教育目標分成兩個維度：
1. 知識內容維度
  - 事實性知識
  - 概念性知識
  - 程序性知識
  - 後設認知知識
2. 認知歷程維度
  - 記憶
  - 理解
  - 應用
  - 分析
  - 評鑑
  - 創造

### 情感领域
- 接受
- 反应
- 评价
- 组织
- 内化

修改后的分类可以帮助教学设计者和教师编写和修改学习目标。

## 重要著作
- 《人类特性的稳定性与改变》
- 《教育目标分类学》
- 《人类特性和学校学习》（1976年）

| 前任： 李·克隆巴赫 | 美国教育研究協会主席 1965-1966 | 繼任： Julian Stanley |